# Huellas de animales

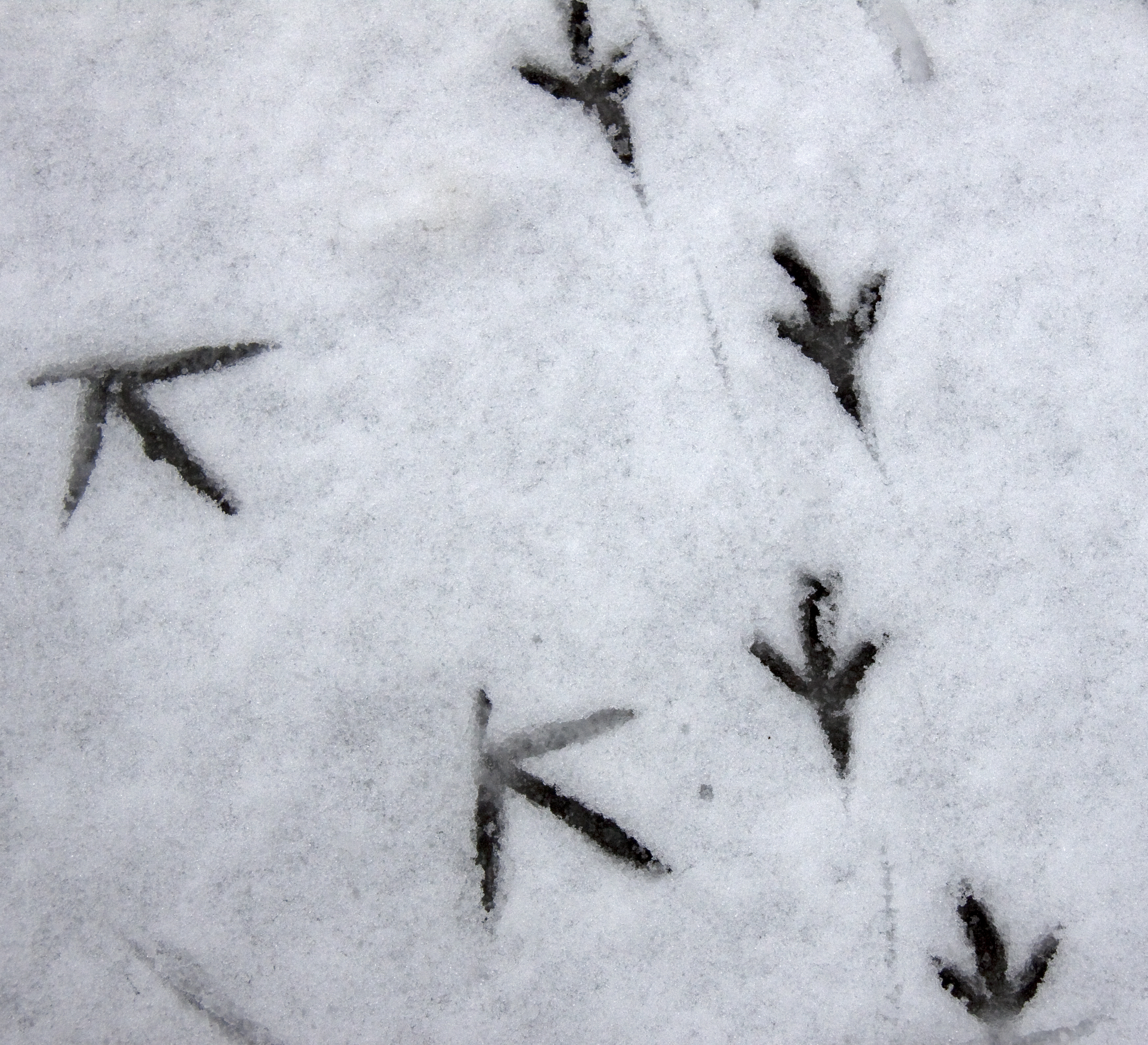
Huellas de pájaros en la nieve.

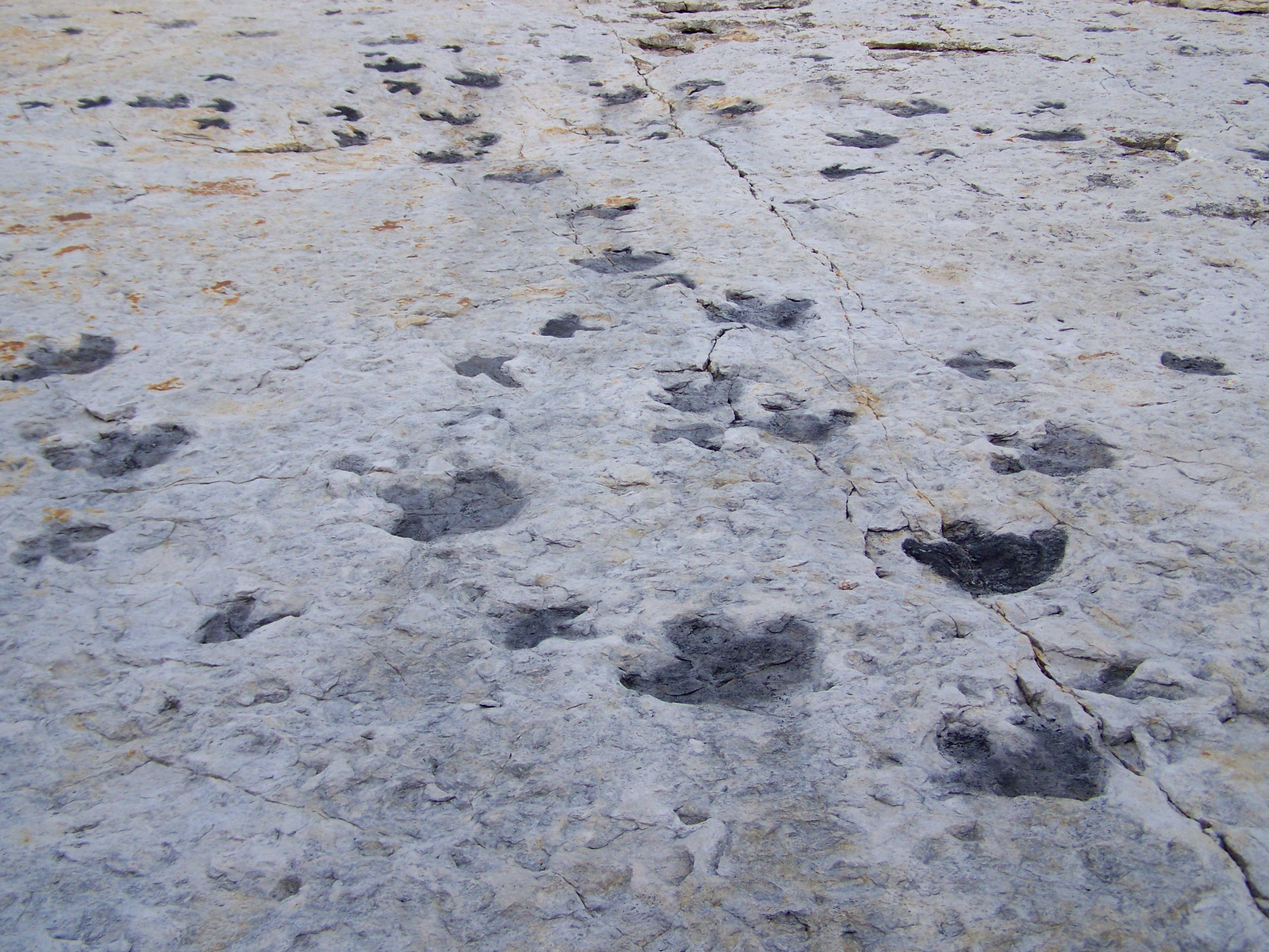

Un rastro de animal es la huella que queda en el suelo, la nieve, el lodo u otras superficies del suelo por las que camina un animal.
Las huellas de animales son utilizadas por los cazadores para rastrear a sus presas, y por los naturalistas para identificar a los animales que viven en un área.
Las huellas pueden fosilizarse durante millones de años. Es por esta razón que podemos ver huellas de dinosaurios fosilizados en algunos tipos de formaciones rocosas. Estos tipos de fósiles se llaman fósiles de trazas, ya que son un rastro de un animal dejado atrás y no del animal en sí. En paleontología, las huellas a menudo se conservan como relleno de arenisca, formando un molde natural de la huella.